# Copa de baloncesto de Israel 2014-15
La 56ª edición de la Copa de baloncesto de Israel (en hebreo  גביע המדינה בכדורסל) se disputó entre octubre de 2014 y el 19 de febrero de 2015, celebrándose la Final Four en Jerusalén. La competición la organiza la Asociación de baloncesto de Israel.

## Primera ronda
| Equipo 1                    | Resultado | Equipo 2            |
| --------------------------- | --------- | ------------------- |
| Ironi Ramat Gan             | 82–86     | Maccabi Haifa       |
| Maccabi Hod HaSharon        | 75–76     | Maccabi Ashdod      |
| Ironi Ashkelon              | 0–20      | Bnei Herzliya       |
| Hapoel Afula                | 78-72     | Elitzur Kiryat Ata  |
| Elitzur Yavne               | 78-86     | Barak Netanya       |
| Hapoel Kfar Saba/Kohav Yair | 47–99     | Hapoel Gilboa Galil |
| Maccabi Ra'anana            | 108-103   | Maccabi Kiryat Gat  |
| Hapoel Galil Elyon          | 91-93     | Ironi Nes Ziona     |
| Elitzur Ramla               | 67-94     | Ironi Nahariya      |
| Hapoel Migdal HaEmek        | 52-79     | Hapoel Holon        |

## Octavos de final
| Equipo 1              | Resultado | Equipo 2            |
| --------------------- | --------- | ------------------- |
| Maccabi Kiryat Gat    | 78–82     | Hapoel Eilat        |
| Barak Netanya         | 90–84     | Ironi Nahariya      |
| Maccabi Haifa         | 99–87     | Hapoel Holon        |
| Maccabi Hod HaSharon  | 75-76     | Hapoel Gilboa Galil |
| Maccabi Rishon LeZion | 74-72     | Bnei Herzliya       |
| A.S. Ramat HaSharon   | 63–94     | Hapoel Jerusalem    |
| Hapoel Afula          | 60-97     | Maccabi Tel Aviv    |
| Hapoel Tel Aviv       | 92-78     | Ironi Nes Ziona     |

## Cuartos de final
| Equipo 1              | Resultado | Equipo 2            |
| --------------------- | --------- | ------------------- |
| Hapoel Eilat          | 96–85     | Barak Netanya       |
| Maccabi Haifa         | 79–61     | Hapoel Gilboa Galil |
| Maccabi Rishon LeZion | 78–81     | Hapoel Jerusalem    |
| Maccabi Tel Aviv      | 73-71     | Hapoel Tel Aviv     |

## Final Four
|  | Semifinales      | Semifinales      | Semifinales      |                  |                  | Final            | Final | Final |  |
|  |                  |                  |                  |                  |                  |                  |       |       |  |
|  |                  |                  |                  |                  |                  |                  |       |       |  |
|  | Hapoel Jerusalem | Hapoel Jerusalem | 97               |                  |                  |                  |       |       |  |
|  | Hapoel Jerusalem | Hapoel Jerusalem | 97               |                  |                  |                  |       |       |  |
|  | Hapoel Eilat     | Hapoel Eilat     | 65               |                  |                  |                  |       |       |  |
|  | Hapoel Eilat     | Hapoel Eilat     | 65               |                  | Hapoel Jerusalem | Hapoel Jerusalem | 76    |       |  |
|  |                  |                  |                  |                  | Hapoel Jerusalem | Hapoel Jerusalem | 76    |       |  |
|  |                  |                  | Maccabi Tel Aviv | Maccabi Tel Aviv | 94               |                  |       |       |  |
|  | Maccabi Haifa    | Maccabi Haifa    | Maccabi Tel Aviv | Maccabi Tel Aviv | 94               | 87               |       |       |  |
|  | Maccabi Haifa    | Maccabi Haifa    |                  |                  |                  | 87               |       |       |  |
|  | Maccabi Tel Aviv | Maccabi Tel Aviv | 90               |                  |                  |                  |       |       |  |
|  | Maccabi Tel Aviv | Maccabi Tel Aviv | 90               |                  |                  |                  |       |       |  |
|  |                  |                  |                  |                  |                  |                  |       |       |  |

### Semifinales
| 16 de febrero | Hapoel Jerusalem | 97–65 | Hapoel Eilat |                                 |
|               |                  |       |              |                                 |
|               |                  |       |              | Pabellón: Pais Arena, Jerusalem |

| 16 de febrero | Maccabi Haifa | 87–90 | Maccabi Tel Aviv |                                 |
|               |               |       |                  |                                 |
|               |               |       |                  | Pabellón: Pais Arena, Jerusalem |

### FInal
| 19 de febrero | Maccabi Tel Aviv      | 94–76       | Hapoel Jerusalem       |                                 |  |
|               |                       |             |                        |                                 |  |
|               | Estadísticas Smith 27 | Reporte Pts | Estadísticas Wright 22 | Pabellón: Pais Arena, Jerusalem |  |

|                                    | \| Campeón de la Copa de Israel 2015 \| \| ---------------------------------- \| \| Maccabi Tel Aviv B.C. (42º título) \| |
| Campeón de la Copa de Israel 2015  | |
| Maccabi Tel Aviv B.C. (42º título) | |